# Economía de la Isla de Man
La economía de la Isla de Man es una economía de impuestos bajos con seguros, operadores y desarrolladores de juegos de azar en línea, tecnología de la información y las comunicaciones (TIC) y banca extraterritorial que forman sectores clave de la economía de la isla.
Como centro financiero offshore ubicado en el Mar de Irlanda, la Isla de Man está dentro de las islas británicas pero no forma parte del Reino Unido y no es miembro de la Unión Europea.
En 2016, el ingreso nacional bruto (PNB) per cápita de la dependencia de la Corona era de 89.970 dólares de los EE. UU. según la evaluación del Banco Mundial. El propio Informe de renta nacional del Gobierno de la Isla de Man muestra que los sectores más grandes de la economía son los seguros y el eGaming con un 17% del PNB cada uno, seguidos de las TIC y la banca con un 9% cada uno, con el alojamiento turístico en el sector más bajo con un 0,3%.

## Desempeño económico
Después de 32 años de crecimiento continuo del producto interno bruto (PIB), el año fiscal 2015/16 mostró la primera caída del PIB, del 0,9%, provocada por la disminución de los ingresos de eGaming.
La tasa de desempleo sigue siendo baja, alrededor del 1%.
Los precios de las propiedades se mantienen estables o están disminuyendo, pero las cifras recientes también muestran un aumento de los contribuyentes residentes en el impuesto sobre la renta.
La política del gobierno de ofrecer incentivos a las empresas de alta tecnología e instituciones financieras para que se ubiquen en la isla ha ampliado las oportunidades de empleo en las industrias de altos ingresos. La agricultura, la pesca y la industria hotelera, que alguna vez fueron los pilares de la economía, ahora hacen contribuciones decrecientes al PNB de la isla. El sector de la hostelería aportó solo el 0,3% del PNB en 2015/16, y 629 puestos de trabajo en 2016. El eGaming y las TIC contribuyen con la mayor parte del PNB. La estabilidad del gobierno de la isla y su apertura a los negocios hacen de la Isla de Man una jurisdicción alternativa atractiva (índice DAW clasificado 3).

## Estrategia económica
En Vision2020, el gobierno de la Isla de Man establece la estrategia nacional de crecimiento económico, buscando un aumento de la población económicamente activa y promocionando la Isla como una 'Isla Empresarial', 'Isla Tecnológica', 'Centro de fabricación de excelencia', 'Centro de energía offshore', 'Isla de destino' y para 'Alimentos y bebidas locales distintivos'. El gobierno ha publicado sus estrategias económicas nacionales para varios sectores emergentes: aeroespacial, biomedicina, medios digitales, TIC.

## Fiscalidad y comercio

### Las tasas de impuestos
La Isla de Man es una economía de impuestos bajos sin impuesto sobre las ganancias de capital, impuesto sobre el patrimonio, impuesto de timbre ni impuesto a la herencia; y un tipo máximo de impuesto sobre la renta del 20%. Hay un límite impositivo en vigor: la cantidad máxima de impuestos a pagar por un individuo es £ 125,000; o £ 250,000 para parejas si eligen que sus ingresos se evalúen conjuntamente. Los ingresos personales se evalúan y gravan sobre la base de los ingresos mundiales totales en lugar de sobre la base de las remesas. Esto significa que todos los ingresos obtenidos en todo el mundo se pueden imputar al impuesto de la Isla de Man, en lugar de solo los ingresos obtenidos o traídos a la isla.
La tasa estándar del impuesto de sociedades para residentes y no residentes es del 0%; los beneficios de las empresas minoristas superiores a 500.000 libras esterlinas y los ingresos de las actividades bancarias se gravan al 10%, y los ingresos por alquileres (u otros) de terrenos y edificios situados en la Isla de Man se gravan al 20%.

### Comercio
El comercio se realiza principalmente con el Reino Unido. La Isla de Man tiene libre acceso a los mercados de bienes de la Unión Europea, pero solo tiene acceso restringido para servicios, personas o productos financieros.

### La transparencia fiscal y el debate bancario
La Isla de Man, como centro financiero extraterritorial, ha aparecido repetidamente en la prensa como paraíso fiscal, más recientemente a raíz de los Paradise Papers.
El Foro Global sobre Transparencia e Intercambio de Información con Fines Fiscales de la Organización para la Cooperación y el Desarrollo Económicos (OCDE) ha calificado a la Isla de Man como 'máxima en cumplimiento' por segunda vez: un estatus que solo tres jurisdicciones en el mundo han logrado hasta ahora. La isla se ha convertido en la segunda nación después de Austria en ratificar una convención multilateral con la OCDE para implementar medidas para prevenir la Erosión de la Base y el Cambio de Beneficios (BEPS).
En un informe, el Consejo Europeo enumera la Isla de Man, junto con las otras dos dependencias de la Corona (Guernsey y Jersey), así como las Bermudas, las Islas Caimán y Vanuatu, como comprometidas a abordar las preocupaciones del Consejo de "Existencia de regímenes fiscales que faciliten estructuras extraterritoriales que atraigan beneficios sin actividad económica real "para 2018.

## Sectores
El Departamento de Empresas de la Isla de Man gestiona la economía diversificada en doce sectores clave. Los sectores individuales más importantes por RNB son los seguros y el eGaming con un 17% del RNB cada uno, seguidos de las TIC y la banca con un 9% cada uno. El censo de 2016 enumera un total de 41.636 empleados. Los sectores más importantes por empleo son "médico y sanitario", "servicios financieros y empresariales", construcción, comercio minorista y administración pública. La industria manufacturera, centrada en la industria aeroespacial y de alimentos y bebidas, emplea a casi 2000 trabajadores y aporta aproximadamente el 5% del PIB. El sector proporciona óptica láser, diamantes industriales, electrónica, plásticos e ingeniería de precisión aeroespacial.

### Sector financiero
Los seguros, la banca (incluye banca minorista, banca extraterritorial y otros servicios bancarios), otros servicios financieros y empresariales y los proveedores de servicios corporativos juntos son los que más contribuyen al INB y a la mayoría de los puestos de trabajo, con 10.057 personas empleadas en 2016.

### eGaming y TIC
Entre los empleadores más importantes del sector privado de la isla se encuentran empresas de juegos de azar en línea (eGaming) como The Stars Group, Microgaming, Newfield y Playtech. La Manx eGaming Association MEGA representa al sector. Las licencias son emitidas por la Comisión de Supervisión del Juego.
En 2005, PokerStars, uno de los sitios de póquer en línea más grandes del mundo, trasladó su sede a la Isla de Man desde Costa Rica. En 2006, RNG Gaming, un gran desarrollador de software de juegos de torneos P2P y Get21, un sitio de blackjack en línea multijugador, estableció sus oficinas corporativas en la isla.
La Lotería del Gobierno de la Isla de Man operó de 1986 a 1997. Desde el 2 de diciembre de 1999, la isla ha participado en la Lotería Nacional del Reino Unido. La isla es la única jurisdicción fuera del Reino Unido donde es posible jugar la Lotería Nacional del Reino Unido. Desde 2010 también ha sido posible que los proyectos en la Isla de Man reciban financiación de la lotería nacional Good Causes. La financiación de buenas causas es distribuida por Manx Lottery Trust. Tynwald recibe el impuesto de lotería de 12 peniques por los boletos vendidos en la isla.
La escasez de trabajadores con habilidades en TIC se aborda mediante varias iniciativas, como un campus de educación y TI, un nuevo título en seguridad cibernética en el University College of Man, un Code Club y una exención del permiso de trabajo para inmigrantes calificados.

### Cine y medios digitales
Desde 1995, Isle of Man Film ha cofinanciado y coproducido más de 100 largometrajes y dramas televisivos, todos filmados en la isla.
Entre las producciones más exitosas financiadas en parte por la agencia Isle of Man Film se encuentran Waking Ned, donde el campo de Manx representaba la Irlanda rural, y películas como Stormbreaker, Shergar, Tom Brown's Schooldays, I Capture the Castle, The Libertine, Island at War (Serie de televisión), Five Children and It, Colour Me Kubrick, Sparkle y otros. Otras películas que se han filmado en la Isla de Man incluyen Thomas y el ferrocarril mágico, Harry Potter y la cámara secreta, Keeping Mum y Mindhorn.
2011 Isle of Man Film Oxford Economics recibió el encargo de Isle of Man Film Ltd para realizar un estudio sobre el impacto económico de la industria cinematográfica en la Isla de. Hombre. La recomendación de este informe para Isle of Man Film fue asociarse con una institución cinematográfica más establecida en el Reino Unido para obtener más oportunidades de producción cinematográfica de la Isla de Man. Esto condujo a la inversión del Gobierno de la Isla de Man para adquirir acciones de Pinewood Shepperton Plc que se vendieron posteriormente con beneficios.
Una vez que fue una de las áreas más activas de producción cinematográfica en las islas británicas, la Isla de Man espera usar su sólida base en el cine para hacer crecer su industria de televisión y nuevos medios digitales. En una revisión estratégica reciente del Departamento de Desarrollo Económico de la Isla de Man, los más de 2.000 puestos de trabajo de la isla contando el sector digital incluyen 'medios digitales' y las industrias creativas, y adoptan asociaciones con la industria y sus organismos sectoriales individuales como la Isla de los Medios, un nuevo grupo de medios.

### Deportes de motor
La organización de eventos de deportes de motor, como el Rally Isla de Man y las TT Isla de Man más destacadas, contribuye a la economía del turismo.

### Turismo
El turismo en la Isla de Man se desarrolló a partir de los avances en el transporte a la isla. En 1819 llegó a la isla el primer barco de vapor Robert Bruce, solo siete años después del primer barco de vapor del Reino Unido. En la década de 1820, el turismo estaba creciendo debido a la mejora del transporte. El propio informe del gobierno de la isla correspondiente a los ejercicios económicos 2014/15-2015/16 muestra que los alojamientos turísticos se encuentran en el sector más bajo con un 0,3%, situándose ligeramente por encima de "minería y canteras" (0,1%).

## Infraestructura

### Electricidad
Desde 1999, la Isla de Man ha recibido electricidad a través del cable de CA submarino más largo del mundo, el interconector de 90 kV de la Isla de Man a Inglaterra, así como de una central eléctrica de gas natural en Douglas, una central eléctrica petrolera en Peel y una pequeña central hidroeléctrica. -central de energía eléctrica en Sulby Glen.

### Banda ancha
La isla está conectada con cinco cables submarinos al Reino Unido e Irlanda.
Si bien la Comisión de Comunicaciones de la Isla de Man se refiere al reciente Informe sobre el estado de Internet de Akamai para el primer trimestre de 2017, "la isla ocupó el octavo lugar en el mundo por porcentaje de conexiones de banda ancha con conectividad 4 Mb/s, y el 96% de los usuarios se conectaron a velocidades superior a 4 Mb/s", una" tabla de clasificación internacional de velocidades de banda ancha sitúa a la Isla de Man en el puesto 50 del mundo". Manx Telecom anunció recientemente el despliegue de banda ancha ultrarrápida de fibra hasta el hogar (FTTH) con velocidades de descarga de hasta 1 gigabit por segundo.

### Enlaces de viaje
El aeropuerto de Ronaldsway conecta la Isla de Man con seis aerolíneas a once destinos de vuelos regulares en el Reino Unido e Irlanda. Steam Packet Company ofrece servicios de ferry a Liverpool, Heysham, Belfast y Dublín.